# Saison 2006-2007 des Celtics de Boston
La saison 2006-2007 des Celtics de Boston est la 61e saison de basket-ball de la franchise américaine de la National Basketball Association (généralement désignée par le sigle NBA).
Les Celtics ont terminé la saison avec un bilan de 24-58, le deuxième pire dans l’histoire de la franchise après le bilan de 15-67 en 1996-1997. Il s’agit également de l'avant dernier bilan de la ligue sur la saison, à peine devant les Grizzlies de Memphis. La saison a été éclipsée par de nombreuses blessures, en particulier celle de Paul Pierce, pendant sept semaines, et la mort des légendes des Celtics, Red Auerbach et Dennis Johnson.

## Historique

### Saison régulière
Les Celtics réalisent entre le 7 janvier et le 11 février la pire série de défaites de toute l'histoire de la franchise : 18 matches perdus consécutivement. Ils terminent cette série le 14 février en battant les Bucks de Milwaukee à domicile. Avec un pourcentage de victoire de 29,3 %, les Celtics réalisent la seconde pire saison de leur histoire. La franchise termine dernière de sa division et 29e de la NBA, seuls les Grizzlies de Memphis font moins bien avec deux victoires de moins. Les Celtics ne sont donc pas qualifiés pour les playoffs.
Malgré les faibles performances collectives, Rajon Rondo est élu dans la All-NBA Rookie Second Team.

### All-Star Game
Le joueur des Celtics, Gerald Green, remporte le Slam Dunk Contest.

## Draft
| Tour | Choix | Joueur     | Poste | Nationalité | Provenance |
| ---- | ----- | ---------- | ----- | ----------- | ---------- |
| 1    | 7     | Randy Foye | SG    | États-Unis  | Villanova  |

## Classements de la saison régulière
| Conférence Est | Conférence Est         | Conférence Est | Conférence Est | Conférence Est |
| No             | Franchise              | Vic.           | Déf.           | PCT            |
| -------------- | ---------------------- | -------------- | -------------- | -------------- |
| 1              | Pistons de Détroit     | 53             | 29             | 64.6           |
| 2              | Cavaliers de Cleveland | 50             | 32             | 61.0           |
| 3              | Raptors de Toronto     | 47             | 35             | 57.3           |
| 4              | Heat de Miami          | 44             | 38             | 53.7           |
| 5              | Bulls de Chicago       | 49             | 33             | 59.8           |
| 6              | Nets du New Jersey     | 41             | 41             | 50.0           |
| 7              | Wizards de Washington  | 41             | 41             | 50.0           |
| 8              | Magic d'Orlando        | 40             | 42             | 48.8           |
|                |                        |                |                |                |
| 9              | 76ers de Philadelphie  | 35             | 47             | 42.7           |
| 10             | Pacers de l'Indiana    | 35             | 47             | 42.7           |
| 11             | Knicks de New York     | 33             | 49             | 40.2           |
| 12             | Bobcats de Charlotte   | 33             | 49             | 40.2           |
| 13             | Hawks d'Atlanta        | 30             | 52             | 36.6           |
| 14             | Bucks de Milwaukee     | 28             | 54             | 34.1           |
| 15             | Celtics de Boston      | 24             | 58             | 29.3           |

| Division Atlantique   | V  | D  | PCT  | GB |
| --------------------- | -- | -- | ---- | -- |
| Raptors de Toronto    | 47 | 35 | 57.3 | -  |
| Nets du New Jersey    | 41 | 41 | 50.0 | 6  |
| 76ers de Philadelphie | 35 | 47 | 42.7 | 12 |
| Knicks de New York    | 33 | 49 | 40.2 | 14 |
| Celtics de Boston     | 24 | 58 | 29.3 | 23 |

## Statistiques
| Joueur             | MJ | MC | MPG  | FG%  | 3P%  | FT%  | RPG  | APG | SPG | BPG | PPG  |
| ------------------ | -- | -- | ---- | ---- | ---- | ---- | ---- | --- | --- | --- | ---- |
| Tony Allen         | 33 | 18 | 24.4 | .514 | .242 | .784 | 3.8  | 1.7 | 1.5 | .4  | 11.5 |
| Ryan Gomes         | 73 | 60 | 31.2 | .467 | .381 | .811 | 5.6  | 1.6 | .7  | .2  | 12.1 |
| Gerald Green       | 81 | 26 | 22.0 | .419 | .368 | .805 | 2.6  | 1.0 | .5  | .3  | 10.4 |
| Al Jefferson       | 69 | 60 | 33.6 | .514 | .000 | .681 | 11.0 | 1.3 | .7  | 1.5 | 16.0 |
| Michael Olowokandi | 24 | 0  | 9.8  | .413 | .    | .667 | 2.0  | .2  | .3  | .5  | 1.7  |
| Kendrick Perkins   | 72 | 53 | 21.9 | .491 | .000 | .600 | 5.2  | 1.3 | .3  | 1.3 | 4.5  |
| Paul Pierce        | 47 | 46 | 37.0 | .439 | .389 | .796 | 5.9  | 4.1 | 1.0 | .3  | 25.0 |
| Kevinn Pinkney     | 6  | 0  | 16.7 | .444 | .500 | .667 | 2.5  | .8  | .5  | .5  | 5.2  |
| Leon Powe          | 63 | 2  | 11.4 | .446 | .000 | .736 | 3.4  | .2  | .2  | .3  | 4.2  |
| Theo Ratliff       | 2  | 2  | 22.0 | .333 | .    | .750 | 3.5  | .0  | .5  | 1.5 | 2.5  |
| Allan Ray          | 47 | 5  | 15.1 | .386 | .414 | .764 | 1.5  | .9  | .4  | .1  | 6.2  |
| Rajon Rondo        | 78 | 25 | 23.5 | .418 | .207 | .647 | 3.7  | 3.8 | 1.6 | .1  | 6.4  |
| Brian Scalabrine   | 54 | 17 | 19.0 | .403 | .400 | .783 | 1.9  | 1.1 | .4  | .3  | 4.0  |
| Wally Szczerbiak   | 32 | 19 | 28.1 | .415 | .415 | .897 | 3.1  | 1.7 | .6  | .1  | 15.0 |
| Sebastian Telfair  | 78 | 30 | 20.2 | .371 | .289 | .818 | 1.4  | 2.8 | .6  | .1  | 6.1  |
| Delonte West       | 69 | 0  | 32.2 | .427 | .365 | .853 | 3.0  | 4.4 | 1.1 | .5  | 12.2 |

## Transactions

### Échanges
| 28 juin | Vers les Celtics de Boston Brian Grant et Rajon Rondo | Vers les Suns de Phoenix Futur premier tour de draft |

### Agents libres
| Joueur             | Date de la signature | Ancienne équipe               |
| Allan Ray          | 6 juillet            | Heat de Miami                 |
| Kevin Pittsnogle   | 26 juillet           | West Virginia (NCAA)          |
| Michael Olowokandi | 2 octobre            | Rockets de Houston            |
| Kevinn Pinkney     | 4 avril              | Jam de Bakersfield (D League) |

| Joueur           | Date du départ | Nouvelle équipe        |
| Orien Greene     | 30 juin        |                        |
| Kevin Pittsnogle | 20 octobre     | Xplosion de Pittsburgh |
| Luke Jackson     | 26 octobre     | SuperSonics de Seattle |
| Brian Grant      | 26 octobre     | Bulls de Chicago       |
| Kevinn Pinkney   | 18 avril       | Pallacanestro Biella   |